# 堀威夫
堀 威夫（ほり たけお、1932年（昭和7年）10月15日 - ）は、日本の芸能プロモーター、実業家。ホリプロ創業者。宇都宮ビジネス電子専門学校名誉顧問、宇都宮アート&スポーツ専門学校名誉顧問。社団法人日本音楽事業者協会理事長なども歴任した。

## 来歴

### 生い立ち
横浜市生まれ。浅野学園時代からサークルでバンド活動に勤しみ、1948年（昭和23年）にワイキキ・ハワイアンズを結成。明治大学商学部時代の52年には、小坂一也、井原高忠等とともに学生バンドのワゴン・マスターズにスカウトされ、ギタリストとして活躍した。

### 芸能プロモーターとして
卒業後、文化放送でのアルバイトを経て、1957年（昭和32年）にスウィング・ウエストを結成しリーダーとなり、田辺昭知がドラムを叩いた。1958年に渡辺プロダクションから脱退。退団後、60年に東洋企画を設立し専務となる。佐々木功のマネジメントを担当するが内紛で追放され、同年に堀プロダクションを設立。代表取締役に就任する傍ら営業・制作マネジャーを兼任する。
1963年（昭和38年）、株式会社に組織変更し社名をホリプロダクションに改めた。84年には代表取締役会長に退き、89年に株式を公開。90年にホリプロに改称した。02年取締役ファウンダーに就く。08年には次男・義貴の会長兼任と同時にファウンダー最高顧問となり、20年6月の株主総会を以って会社の役職から降りた。
2014年（平成26年）、一般財団法人ホリプロ文化芸能財団を創設。
2021（令和3年）2月、『日本経済新聞』朝刊に「私の履歴書」を「ホリプロ創業者」の肩書で執筆する。
勝利の法則として「いい顔つくろう」を教訓としホリプロ本社の玄関ロビーに設置してある姿見（鏡）に記してある。また「いつだって青春」 を大切にしている言葉として挙げている。
自宅で沢庵を漬けるほどの沢庵好きで、重石として三船敏郎と梶芽衣子からもらった石臼を使用している。
株式公開
芸能界の一般企業化を進めた先駆者でもある。きっかけは長男・一貴の小学校受験にて、面接で親の職業について答えた際の面接官の妙な反応だった。この出来事をきっかけに「芸能界をヤクザな虚業でなく一般企業として社会に認めさせたい。その為には株式を店頭公開して経営の透明度を上げるしかない」という目標の下、経営の健全化を進め、1989年（平成元年）に業界初の株式公開を果たし、97年には東証2部、02年9月には東証1部への指定替えにこぎつけ、更には日本経団連の加入も成し遂げた。なお、資金のニーズがそれほどないのに上場維持のコストがかかりすぎ、冒険ができにくくなるとの堀の考えから、12年にMBOを実施し上場は廃止となった。

## 人物
守屋浩、舟木一夫、和田アキ子、山口百恵、榊原郁恵、片平なぎさらを育て上げ、ホリプロタレントスカウトキャラバンで多くのスターを輩出した。

### 山口百恵を見出す
1972年（昭和47年）12月31日の「スター誕生!」（日本テレビ）第5回決戦大会で堀は超大物と出会った。堀はこの日、決勝戦に残った13人のなかから、足の太い娘に目をつける。たいした印象はなかった。「足の太いのも健康的でいいじゃないか」とマスコミに感想を述べた程であった。その娘のデビュー曲は見事にはずれた。売れなかった。この時、なんとか、この娘を次の企画で売り出さなければと考えた。映画をつくろうと思った。そのためには、この娘と正反対のキャラクターを持った娘が必要である。ある時、週刊誌を見ていて石川県の輪島市の朝市のグラビアに都会ずれしていない、すがすがしい娘を見つけた。堀は輪島までスカウトに出かけた。少女は中学3年生で、卒業したら海女になると言う。堀は、娘と両親を口説いたが、絶対に田舎に残ると言い張った。堀はガックリ来たが最もショックだったのは「ホリプロ」という自分のプロダクションが両親や少女にまったく知られていないことであった。ところが、「渡辺プロ」なら知っていると言う。このとき堀はつくづく社名を売らなければいけないと感じた。
堀は帰京し、"束の哲学"で足の太い娘を売ろうと決心した。"ホリプロ3人娘"として森昌子、石川さゆりとともに売る方針が出来上がった。それがのちの大スター"山口百恵"であった。百恵の前のクールで優勝したのが桜田淳子である。彼女は相澤秀禎のサンミュージックに所属したが、森昌子、山口百恵、桜田淳子をマスコミは"花の中3トリオ"と名付け次代を担うスターとして扱った。そのなかで山口百恵の活躍は華々しかった。百恵は続々とヒットをとばし、映画にも11本出演、1本平均200万人の観客を動員し約110億円の配給収入をあげた。ホリプロも潤い、百恵だけで年間約10億円、ホリプロ全売り上げの22パーセントを稼いだといわれる。
1979年（昭和54年）暮も押し迫った頃、百恵から「相談がある」と急な連絡があった。ある夜、食事をしたら「友和さんと結婚します。結婚を機に引退したいと思います」と告げられる。仰天したが慰留はしなかった。ただマスコミが騒ぐに違いないから「誰にも言わないように」と伝えた。ホリプロ創業20周年のパーティーが行われる80年10月15日に引退し、およそひと月のち結婚式と披露宴が行われた。
百恵は母子家庭で育ったことから堀は父親役になってバージンロードを歩いた。

### ホリプロタレントスカウトキャラバン
1975年（昭和50年）、"ホリプロ"という社名を全国津々浦々にまでに売り込むことを基本コンセプトにしてホリプロタレントスカウトキャラバンを始める。ホリプロは日本全国のタレント志望の少年、少女に向かってマスメディアを使い事あるごとにキャラバンをアピールした。そのうえ、かつての人気スターでありホリプロ第1号タレントである守屋浩を引退させ、表方から裏方に回し、ホリプロの役員として堀とともにキャラバンに参加させた。スター誕生の全盛期であり、そのなかから、森昌子、山口百恵を育てたプロダクションということで、応募が殺到し、次代を担うタレントの発掘に成功していく。キャラバンの初代チャンピオンが榊原郁恵である。

### 演劇制作に踏み出す
新宿コマ劇場のプロデューサーからブロードウェイ・ミュージカル「ピーターパン」を上演しないかと打診され、アイドルからファミリー路線への転換を考えていた榊原郁恵の起用を考えた。
契約はトントン拍子に運ぶが、劇場プロデューサーも社員も郁恵起用には反対した。コロコロしていて少年役は合わないというのだった。しかし、郁恵は見事にスリムになり、タレントのイメージ戦略で始めた81年夏の興行は、大入りとなった。上演を重ねるうち、演劇も経営資源になるのかと思い始め、舞台作品の制作を広く手がけるようになった。

## 家族
長男にホリプロ・エンターテインメント・グループ・インク社長の堀一貴、次男にホリプロ代表取締役会長兼社長の堀義貴。

## テレビ出演
- 日経スペシャル カンブリア宮殿 「プロデュースの力～芸能をビジネスにした男が語る」（2006年6月26日、テレビ東京）[15]。

## 書籍

### 著書
- 『あなたをスターにしたい』（1976年11月1日、潮出版社）
- 『才能を育てる』（1985年10月9日、講談社）ISBN 978-4062022095
- 『いつだって青春 ホリプロとともに30年』（1992年11月26日、東経）ISBN 978-4492552056
- 『わが人生のホリプロ いつだって青春』（2005年7月1日、小学館 小学館文庫）ISBN 978-4094186611
- 『ホリプロって何だ?』（2020年6月6日、財界研究所）ISBN 978-4879321404

### 関連書籍
- 『河童が覗いた仕事師12人』（著者:妹尾河童）（1987年7月10日、平凡社）ISBN 9784582282115 - 井上ひさし・篠山紀信・蜷川幸雄・立花隆・三宅一生・Ｃ.Ｗ.ニコル・山下洋輔・堀威夫など、12人の男たちの素顔を本音の会話と密着取材の写真とで明らかにする対談集
- 『ギターとたくあん 堀威夫流不良の粋脈』（著者:村松友視）（2010年10月20日、集英社）ISBN 9784087814439

## 関連人物・項目
- 浜口庫之助
- 大久保登志正 - 宇都宮ビジネス電子専門学校（UBDC）創設者。
- ホリプロの人物一覧
- 銀座ACB - 東洋企画立ち上げのきっかけになったジャズ喫茶。ACBオーナー・谷富次郎が東洋企画の初代社長[16]。（ACBは「アシベ」と読む）